# Juvenc
Gai Veti Aquilí Juvenc (llatí: Gaius Vettius Aquilinus Juvencus) va ser un dels primers poetes cristians durant l'imperi de Constantí I el Gran. Era nadiu d'Hispània i descendent d'una família il·lustre que pertanyia a la gens Vètia. Va ser sacerdot de l'Església. Aquestes dades es deuen principalment a Jeroni d'Estridó.
Les seves obres són:
- Historiae Evangelicae Libri IV, publicada el 332, una vida de Crist en vers hexàmetres
- Liber in Genesim, en 1.541 hexàmetres
- Uns hexàmetres sobre els sagraments que s'han perdut[1]